# Langue des signes libyenne
La langue des signes libyenne est la langue des signes utilisée par les personnes sourdes et leurs proches en Libye.

## Caractéristiques
La langue des signes libyenne fait partie de la famille de la langue des signes arabe et 34% de ses signes sont identiques (16%) ou  liés (18%) à la langue des signes jordanienne

## Utilisation
Un dictionnaire de 80 pages a été créé en 1984 par Abdalla Suwed.